# Kanton Nîmes-1
Der Kanton Nîmes-1 ist seit 1801 ein französischer Wahlkreis im Arrondissement Nîmes im Département Gard in der Region Okzitanien. Er umfasst den nordwestlichen Teil der Stadt Nîmes. Seit 1801 besteht ein Kanton unter diesem Namen, allerdings wurde seine Einteilung im Zuge einer landesweiten Neugliederung der Kantone im Jahr 2015 verändert.